# Purex Dial Indy 200 2003
Purex Dial Indy 200 2003 var ett race som var den andra deltävlingen i IndyCar Series 2003. Racet kördes den 23 mars på Phoenix International Raceway. Det blev tre förare från Brasilien på prispallen. Tony Kanaan vann i sin andra IndyCar-start, medan Hélio Castroneves hängde på Kanaan på andraplats i mästerskapet, medan Felipe Giaffone slutade trea.

## Slutreslutat
| Plats | Förare            | Team                     | Grid | Kvaltid |
| ----- | ----------------- | ------------------------ | ---- | ------- |
| 1     | Tony Kanaan       | Andretti Green Racing    | 1    | 20,166  |
| 2     | Hélio Castroneves | Marlboro Team Penske     | 4    | 20,335  |
| 3     | Felipe Giaffone   | Mo Nunn Racing           | 2    | 20,251  |
| 4     | Al Unser Jr.      | Kelley Racing            | 20   | 21,225  |
| 5     | Kenny Bräck       | Rahal Letterman Racing   | 6    | 20,378  |
| 6     | Jaques Lazier     | Team Menard              | 12   | 20,658  |
| 7     | Scott Sharp       | Kelley Racing            | 11   | 20,593  |
| 8     | Sarah Fisher      | Dreyer & Reinbold Racing | 14   | 20,786  |
| 9     | Buddy Rice        | Cheever Racing           | 16   | 20,844  |
| 10    | Shigeaki Hattori  | A.J. Foyt Enterprises    | 18   | 21,079  |
| 11    | Buddy Lazier      | Hemelgarn Racing         | 15   | 20,805  |
| 12    | Robbie Buhl       | Dreyer & Reinbold Racing | 19   | 21,112  |
| 13    | Michael Andretti  | Andretti Green Racing    | 5    | 20,357  |
| 14    | Gil de Ferran     | Marlboro Team Penske     | 7    | 20,392  |
| 15    | Tomas Scheckter   | Chip Ganassi Racing      | 8    | 20,403  |
| 16    | Dario Franchitti  | Andretti Green Racing    | 9    | 20,420  |
| 17    | Roger Yasukawa    | Fernández Racing         | 10   | 20,431  |
| 18    | A.J. Foyt IV      | A.J. Foyt Enterprises    | 21   | 21,331  |
| 19    | Scott Mayer       | PDM Racing               | 22   | 21,615  |
| 20    | Scott Dixon       | Chip Ganassi Racing      | 3    | 20,263  |
| 21    | Sam Hornish Jr.   | Panther Racing           | 17   | 20,875  |
| 22    | Tora Takagi       | Mo Nunn Racing           | 13   | 20,686  |